# Elliptio angustata
Elliptio angustata är en musselart som först beskrevs av I. Lea 1831.  Elliptio angustata ingår i släktet Elliptio och familjen målarmusslor. IUCN kategoriserar arten globalt som livskraftig. Inga underarter finns listade i Catalogue of Life.